# Daddy Day Care
Daddy Day Care (bra: A Creche do Papai; prt: O Guarda-Fraldas) é um filme estadunidense de comédia, estrelado por Eddie Murphy, Jeff Garlin, Steve Zahn, Regina King e Anjelica Huston. Escrito por Geoff Rodkey e dirigido por Steve Carr, marca a segunda colaboração de Murphy e Carr após Dr. Dolittle 2 (2001). Foi produzido pela Revolution Studios e lançado pela Columbia Pictures. Embora o filme recebeu críticas negativas em sua maioria, era bem sucedido financeiramente, arrecadando 164 milhões de dólares em todo o mundo com um orçamento de 60 milhões de dólares além de cópias e publicidade. A sequência de 2007 Daddy Day Camp, estrelado por Cuba Gooding, Jr., foi quase universalmente alvo dos críticos e fracassou nas bilheterias.

## Sinopse
O publicitário Charlie Hinton (Eddie Murphy) e seu melhor amigo Phil (Jeff Garlin) estão trabalhando em uma nova linha de cereal infantil, quando acabam despedidos. Agora, eles têm que ficar em casa cuidando de seus filhos pequenos, enquanto suas esposas trabalham. Sem muito dinheiro para pagar uma creche decente para o filho, Charlie decide abrir a sua própria em casa, mesmo que ele e Phil não levem o menor jeito com as diversas crianças pestinhas correndo por toda a parte. No entanto, com o tempo, "A Creche do Papai" vai ganhando mais crianças e logo se torna um sucesso, o que começa a atrapalhar os negócios da escola da rígida Srta. Harridan (Anjelica Huston) que incomodada com a concorrência, decide agir para que o local seja fechado.

## Elenco
- Eddie Murphy como Charles "Charlie" Hinton
- Jeff Garlin como  Phillip "Phil" Ryerson
- Steve Zahn como Marvin
- Regina King como Kimberly "Kim" Hinton
- Anjelica Huston como Srta. Gwyneth Harridan
- Khamani Griffin como Benjamin "Ben" Hinton
- Kevin Nealon como Bruce
- Jonathan Katz como  Daniel "Dan" Kubitz
- Lacey Chabert como Jenny
- Max Burkholder como Maxwell "Max" Ryerson
- Jimmy Bennett como Flash/Tony
- Leila Arcieri como  Kelli
- Shane Baumel como Crispin
- Elle Fanning como Jamie
- Felix Achille como Dylan
- Hailey Noelle Johnson como Becca
- Siobhan Fallon Hogan como Peggy
- Arthur Young como Nicky
- Wallace Langham como Jim Fields
- Lisa Edelstein como esposa do Bruce/mãe do Crispin
- Mark Griffin como Steve
- Laura Kightlinger como Sheila
- A banda Cheap Trick aparecem como eles mesmos no evento de caridade para A Creche do Papai.

## Produção
Em abril de 2002, o The Hollywood Reporter anunciou que Eddie Murphy iria se reencontrar com Steve Carr, que o dirigiu em Dr. Dolittle 2, em Daddy Day Care.
Em junho de 2002, Anjelica Huston estava em negociações para estrelar o filme. No mês seguinte, a Revolution Studios colocou Jeff Garlin, assim como Steve Zahn, para se juntar a Murphy no filme.
O filme foi filmado no local e em torno de Los Angeles, Califórnia. A produção foi iniciada em 5 de agosto de 2002 e encerrada em 22 de novembro de 2002. Em dezembro de 2002, o pôster do filme foi oficialmente lançado, com o slogan: O Dia-D está chegando.

## Recepção

### Crítica
Daddy Day Care tem recepção desfavorável por parte da crítica profissional. No Rotten Tomatoes possui Tomatometer de 28% em base de 125 críticas. Por parte da audiência do site a aprovação é de 49%.

### Bilheteria
Apesar das avaliações críticas negativas, o filme foi um sucesso de bilheteria, arrecadando mais de US$ 160 milhões no mundo inteiro baseado em um orçamento de US$ 60 milhões.

## Sequência
Devido ao sucesso do filme, a sequência foi lançado em 2007 intitulado Daddy Day Camp, com Cuba Gooding, Jr. substituindo o papel de Eddie Murphy como Charlie Hinton.
A sequência foi quase universalmente alvo dos críticos e é considerado um importante fracasso de bilheteria, embora triplicou seu orçamento (fazendo mais de $18 milhões). Os únicos personagens que retornam do filme original foram Charlie, Phil, Ben, Max, Kim e Becca, todos os quais foram interpretados por pessoas diferentes.
Em 2007, o filme ganhou o prêmio Framboesa de Ouro para "Pior Prequela ou Sequência".